# Dicranophorus myriophylli
Dicranophorus myriophylli är en hjuldjursart som först beskrevs av Harry K. Harring 1913.  Dicranophorus myriophylli ingår i släktet Dicranophorus och familjen Dicranophoridae. Inga underarter finns listade i Catalogue of Life.